# Murin, Idlib
Murin, Idlib (tiếng Ả Rập: مورين) là một ngôi làng Syria nằm ở Maarrat Misrin Nahiyah ở huyện Idlib, Idlib. Theo Cục Thống kê Trung ương Syria (CBS), Murin, Idlib có dân số 46 người trong cuộc điều tra dân số năm 2004.